# 沙堆镇 (江门市)
沙堆鎮是廣東省江門市新會區下轄的一個鎮。位於新會區东南端，總面積97.44平方公里，人口3.4萬。港澳臺華僑鄉親3萬。大广海湾经济区涵盖范围。

## 地理
沙堆镇位於新會东南端，東隔虎跳门水道与斗门区莲洲镇和斗门镇相望，西边与北边和古井鎮相连，南臨黄茅海。

## 历史
沙堆得名於南宋祥兴二年（1279年），當時南雄珠玑巷有21户人家到此立村，原为黄沙堆积之地，故名沙堆。
明、清時，沙堆屬潮居都。民國時，屬新會縣第八區，1955年屬古井區，1958年10月属古井公社，1961年从古井公社分出，成立沙堆公社。1983年改為沙堆區，1986年改為鎮，2013年加入大广海湾经济区至今。

## 行政區劃
沙堆镇下辖以下村级行政区划单位
沙堆社区、沙东村、居安村、沙西村、八顷村、大环村、独联村、梅阁村、沙角村、梅北村、梅兴村和那伏村。

## 經濟
- 海星游艇集团 (HEYSEA YACHT GROUP ）
  - 江门市海星游艇制造有限公司

## 交通

### 主要交通幹道
- 西部沿海高速公路（306省道）
- 金门公路（365省道）
- 新斗公路（540縣道）

### 公共交通
巴士
- 213 新會汽車總站↔沙堆梅閣
- 211 古井↔南門大橋